# Saskia des vagues

Saskia des Vagues est une bande dessinée créée par Pierre Dubois (scénario) et Lucien Rollin  (dessin), éditée en album en 1997 par Dargaud.
Une réédition de luxe a paru le 9 décembre 2017, en noir et blanc, dans un format supérieur (26x34), augmentée de 8 pages évoquant notamment l’histoire des planches originales partiellement brûlées dans l’incendie de l’atelier du dessinateur.

## Synopsis
Saskia Van Dorn est une fille de bonne famille dont le destin semble tout tracé, entre de longues heures de broderie et une vie facile. Elle affronte alors plusieurs épreuves l'amenant à prendre la mer.

## Éditions
| Titre             | Parution chez Dargaud       | Dessinateur et coloriste                                   | ISBN                 |
| ----------------- | --------------------------- | ---------------------------------------------------------- | -------------------- |
| Saskia des vagues | 1er janvier 1997 (72 pages) | Lucien Rollin (dessin) et Jean-Jacques Chagnaud (couleurs) | (ISBN 2-205-04248-3) |

| Titre             | Parution chez La Fée Emer Editions | Dessinateur et coloriste                                                 | ISBN                 |
| ----------------- | ---------------------------------- | ------------------------------------------------------------------------ | -------------------- |
| Saskia des vagues | 9 décembre 2017 (80 pages)         | Lucien Rollin (dessin) et Jean-Jacques Chagnaud (couleurs de couverture) | (ISBN 9782956135104) |

À noter qu’il existe une version néerlandaise (Zwarte Saskia) de 1997, ainsi qu’une version allemande (Die schwarze Saskia) de la même année.